# Allapoderus gentilis
Allapoderus gentilis là một loài bọ cánh cứng trong họ Attelabidae. Loài này được Peringuey miêu tả khoa học năm 1896.